# Клеман, Михаил Карлович
Михаи́л Ка́рлович Кле́ман (1897—1942) — советский литературовед.

## Биография
Родился в городе Туккум Курляндской губернии. Мать Клемана была русской, отец латышом. Отец, крестьянин по происхождению, сдал экзамен на звание провизора, и в связи с этим, по тогдашнему латышскому обычаю, сменил свою исконную фамилию А́болиньш (латыш. Āboliņš — «клевер») на синонимичную ей немецкую. После смерти отца они с матерью переехали в Петербург. С 1907 учился в реальном отделении приюта принца Ольденбургского.
В 1914 поступил на филологический факультет Петроградского университета. С первого года обучения принял участие в Пушкинском семинарии С. А. Венгерова. В 1917 совмещал учёбу со службой в архиве Министерства народного просвещения, одновременно работал библиографом в Книжной палате. С этого времени вошёл в состав Комиссии по описанию журналов при Русском библиографическом обществе.
В 1918 из-за тяжёлых условий жизни уехал в Вятскую губернию. В 1919—1921 и 1924—1926 преподавал в школе второй ступени в селе Ново-Троицком. В промежутке в 1922 окончил университет (русское отделение факультета общественных наук) и затем два года служил секретарём гуманитарного отдела Ленинградского института политико-просветительной работы.
Научная деятельность
- 1926—1929 — аспирант ИЛЯЗВ
- 1930 — защита диссертации на тему «Эмиль Золя в России»
- 1929—1933 — Институт речевой культуры, научный сотрудник первого разряда
- 1932—1935 — Институт русской литературы АН СССР (группа по изучению жизни и творчества Гоголя, Комиссия по подготовке полного собрания писем Тургенева)
- 1933—1936 — доцент ЛИФЛИ
- 1935—1938 — доцент ЛГПИ им. Герцена
- 1938 — присвоены учёная степень кандидата филологических наук и учёное звание профессора по кафедре русской литературы
- 1939—1941 — филологический факультет ЛГУ, исторический факультет ЛГУ
- 1940—1941 — Институт языка и мышления, словарный отдел, помощник главного редактора (В. И. Чернышёва)

В последний год своей жизни работал над докторской диссертацией о Гончарове.
Пережил одну блокадную зиму. В марте 1942 эвакуирован в Среднюю Азию, но до места не доехал, скончавшись от осложнений в результате алиментарной дистрофии в оренбургской больнице.

## Значение
Основные работы Клемана посвящены Тургеневу. Текстологические и источниковедческие исследования сохраняют значение до сих пор.

## Книги
- И. С. Тургенев в воспоминаниях революционеров-семидесятников, 1930
- Летопись жизни и творчества И. С. Тургенева, 1934
- Эмиль Зола, 1934
- Иван Сергеевич Тургенев. Очерк жизни и творчества, 1936
- Эмиль Зола. 1840—1940, 1940 (совместно с Б. Г. Реизовым)